# Wielkie Abaco
Wielkie Abaco (ang. Great Abaco Island) – nizinna wyspa na Oceanie Atlantyckim, w archipelagu Bahamów.
Należy do państwa Bahamy. Wyspę zamieszkuje 14 100 osób. Jej powierzchnia wynosi 1681 km², a głównym miastem jest Marsh Harbour.
Podstawą utrzymania mieszkańców wyspy jest uprawa drzew owocowych, eksploatacja lasów, rybołówstwo i turystyka.